# Superprestige veldrijden 2019-2020
De Superprestige veldrijden 2019-2020 (officieel: Telenet Superprestige 2019-2020) was het 38ste seizoen van het regelmatigheidscriterium in het veldrijden. De Superprestige werd georganiseerd door Flanders Classics en bestond uit crossen in België en Nederland. 

## Puntenverdeling
Punten werden toegekend aan alle crossers die in aanmerking kwamen voor Superprestige-punten. Voor de categorieën mannen elite, vrouwen elite en jongens junioren ontving de top vijftien punten aan de hand van de volgende tabel:
| Positie | 1  | 2  | 3  | 4  | 5  | 6  | 7 | 8 | 9 | 10 | 11 | 12 | 13 | 14 | 15 |
| Punten  | 15 | 14 | 13 | 12 | 11 | 10 | 9 | 8 | 7 | 6  | 5  | 4  | 3  | 2  | 1  |

Voor de categorieën mannen U23 en vrouwen U23 ontving de top acht punten aan de hand van de volgende tabel:
| Positie | 1 | 2 | 3 | 4 | 5 | 6 | 7 | 8 |
| Punten  | 8 | 7 | 6 | 5 | 4 | 3 | 2 | 1 |

In ieder klassement van de Superprestige werd aan de hand van de gewonnen punten in de acht wedstrijden een eindklassement opgemaakt. De veldrijder met het hoogste aantal punten in zijn klassement werd als winnaar van de Superprestige uitgeroepen. De elite en beloften (-23 jaar) renners reden samen, er werd wel een apart klassement opgemaakt. De beloften renners streden zodoende ook mee om het elite eindklassement.
1. ↑  De deelnemers hebben niet de verplichting om aan alle wedstrijden van de Superprestige deel te nemen. Indien bij het opmaken van het eindklassement meerdere renners met eenzelfde aantal punten zouden eindigen, wordt voorrang gegeven aan de renner die in de meeste wedstrijden van de Superprestige van start gegaan is. Indien aansluitend nog renners op gelijk puntenniveau staan, wordt het voordeel gegeven aan de renner met de meeste overwinningen in de crossen van de Superprestige. Indien deze factor niet kan meespelen, zal de renner met de beste uitslag in de laatste wedstrijd (Middelkerke 15/02/2020) het voordeel genieten.[1]

## Mannen elite

### Kalender en podia
| Datum      | Locatie                               | Cat. | Winnaar                       | Tweede                        | Derde                         | Leider in het klassement |         |
| ---------- | ------------------------------------- | ---- | ----------------------------- | ----------------------------- | ----------------------------- | ------------------------ | ------- |
| 13/10/2019 | Cyclocross Gieten, Gieten             | C1   | Eli Iserbyt                   | Quinten Hermans               | Corné van Kessel              | Eli Iserbyt              | details |
| 19/10/2019 | Niels Albert CX, Boom                 | C2   | Toon Aerts                    | Quinten Hermans               | Tom Pidcock                   | Quinten Hermans          | details |
| 27/10/2019 | Cyclocross Asper-Gavere, Gavere       | C1   | Eli Iserbyt                   | Lars van der Haar             | Laurens Sweeck                | Lars van der Haar        | details |
| 03/11/2019 | Cyclocross Ruddervoorde, Ruddervoorde | C1   | Mathieu van der Poel          | Laurens Sweeck                | Toon Aerts                    | Toon Aerts               | details |
| 08/12/2019 | Cyclocross Zonhoven, Zonhoven         | C1   | Toon Aerts                    | Laurens Sweeck                | Eli Iserbyt                   | Toon Aerts               | details |
| 29/12/2019 | Cyclocross Diegem, Diegem             | C1   | Mathieu van der Poel          | Eli Iserbyt                   | Michael Vanthourenhout        | Laurens Sweeck           | details |
| 09/02/2020 | Vlaamse Aardbeiencross, Merksplas     | C2   | Afgelast vanwege storm Ciara. | Afgelast vanwege storm Ciara. | Afgelast vanwege storm Ciara. | Laurens Sweeck           | details |
| 15/02/2020 | Noordzeecross, Middelkerke            | C1   | Laurens Sweeck                | Toon Aerts                    | Eli Iserbyt                   | Laurens Sweeck           | details |

### Eindstand
| Pos. | Renner                 | Team                   | GIE | BOO | GAV | RUD | ZON | DIE | MER | MID | Punten |
| ---- | ---------------------- | ---------------------- | --- | --- | --- | --- | --- | --- | --- | --- | ------ |
| 1    | Laurens Sweeck         | Pauwels Sauzen-Bingoal | 8   | 6   | 3   | 2   | 2   | 6   | –   | 1   | 84     |
| 2    | Eli Iserbyt            | Pauwels Sauzen-Bingoal | 1   | –   | 1   | 5   | 3   | 2   | –   | 3   | 81     |
| 3    | Lars van der Haar      | Telenet-Baloise Lions  | 4   | 5   | 2   | 11  | 5   | 5   | –   | 4   | 76     |
| 4    | Toon Aerts             | Telenet-Baloise Lions  | 9   | 1   | 6   | 3   | 1   | –   | –   | 2   | 74     |
| 5    | Quinten Hermans        | Telenet-Baloise Lions  | 2   | 2   | 8   | 9   | 4   | 8   | –   | 7   | 72     |
| 6    | Tom Pidcock            | TP Racing              | 13  | 3   | 4   | 6   | 7   | 10  | –   | 6   | 63     |
| 7    | Corné van Kessel       | Telenet-Baloise Lions  | 3   | 4   | 7   | 7   | 6   | 7   | –   | 15  | 63     |
| 8    | Michael Vanthourenhout | Pauwels Sauzen-Bingoal | 11  | –   | 5   | 16  | –   | 3   | –   | 5   | 40     |
| 9    | Tim Merlier            | Creafin-Fristads       | –   | 5   | 7   | 14  | –   | 4   | –   | –   | 35     |
| 10   | Jens Adams             | Pauwels Sauzen-Bingoal | 5   | 9   | 9   | DNF | 8   | –   | –   | 16  | 33     |

| Pos. | Prijzengeld |
| ---- | ----------- |
| 1.   | € 30.000    |
| 2.   | € 18.000    |
| 3.   | € 10.000    |
| 4.   | € 6.000     |
| 5.   | € 4.000     |
| 6.   | € 2.500     |
| 7.   | € 1.500     |
| 8.   | € 1.000     |
| Tot. | € 73.000    |

## Vrouwen elite

### Kalender en podia
| Datum      | Locatie                               | Cat. | Winnares                      | Tweede                        | Derde                         | Leidster in het klassement |         |
| ---------- | ------------------------------------- | ---- | ----------------------------- | ----------------------------- | ----------------------------- | -------------------------- | ------- |
| 13/10/2019 | Cyclocross Gieten, Gieten             | C1   | Ceylin del Carmen Alvarado    | Sanne Cant                    | Yara Kastelijn                | Ceylin del Carmen Alvarado | details |
| 19/10/2019 | Niels Albert CX, Boom                 | C2   | Alice Maria Arzuffi           | Eva Lechner                   | Sanne Cant                    | Sanne Cant                 | details |
| 27/10/2019 | Cyclocross Asper-Gavere, Gavere       | C1   | Yara Kastelijn                | Alice Maria Arzuffi           | Ceylin del Carmen Alvarado    | Yara Kastelijn             | details |
| 03/11/2019 | Cyclocross Ruddervoorde, Ruddervoorde | C1   | Ceylin del Carmen Alvarado    | Sanne Cant                    | Katie Compton                 | Ceylin del Carmen Alvarado | details |
| 08/12/2019 | Cyclocross Zonhoven, Zonhoven         | C1   | Annemarie Worst               | Ceylin del Carmen Alvarado    | Yara Kastelijn                | Ceylin del Carmen Alvarado | details |
| 29/12/2019 | Cyclocross Diegem, Diegem             | C1   | Annemarie Worst               | Ceylin del Carmen Alvarado    | Yara Kastelijn                | Ceylin del Carmen Alvarado | details |
| 09/02/2020 | Vlaamse Aardbeiencross, Merksplas     | C2   | Afgelast vanwege storm Ciara. | Afgelast vanwege storm Ciara. | Afgelast vanwege storm Ciara. | Ceylin del Carmen Alvarado | details |
| 15/02/2020 | Noordzeecross, Middelkerke            | C1   | Ceylin del Carmen Alvarado    | Denise Betsema                | Annemarie Worst               | Ceylin del Carmen Alvarado | details |

### Eindstand
| Pos. | Renster                    | Team                   | GIE | BOO | GAV | RUD | ZON | DIE | MER | MID | Punten |
| ---- | -------------------------- | ---------------------- | --- | --- | --- | --- | --- | --- | --- | --- | ------ |
| 1    | Ceylin del Carmen Alvarado | Alpecin-Fenix          | 1   | 6   | 3   | 1   | 2   | 2   | –   | 1   | 96     |
| 2    | Yara Kastelijn             | 777                    | 3   | 5   | 1   | 5   | 3   | 3   | –   | 6   | 86     |
| 3    | Annemarie Worst            | 777                    | 12  | 4   | 4   | 9   | 1   | 1   | –   | 3   | 78     |
| 4    | Alice Maria Arzuffi        | 777                    | 11  | 1   | 2   | 10  | 4   | 6   | –   | 11  | 67     |
| 5    | Sanne Cant                 | IKO-Crelan             | 2   | 3   | 14  | 2   | 6   | 8   | –   | 10  | 67     |
| 6    | Eva Lechner                | Creafin-Fristads       | 4   | 2   | 7   | 12  | 12  | 9   | –   | 5   | 61     |
| 7    | Ellen Van Loy              | Telenet-Baloise Lions  | 5   | 10  | 10  | 7   | 10  | 11  | –   | 7   | 52     |
| 8    | Inge van der Heijden       | CCC-Liv                | 13  | 8   | 8   | 16  | 5   | 4   | –   | 8   | 50     |
| 9    | Shirin van Anrooij         | Athletes for Hope      | 9   | –   | –   | 8   | 7   | 16  | –   | 4   | 36     |
| 10   | Laura Verdonschot          | Pauwels Sauzen-Bingoal | 8   | –   | 5   | 11  | 9   | DNF | –   | –   | 31     |

| Pos. | Prijzengeld |
| ---- | ----------- |
| 1.   | € 30.000    |
| 2.   | € 18.000    |
| 3.   | € 10.000    |
| 4.   | € 6.000     |
| 5.   | € 4.000     |
| 6.   | € 2.500     |
| 7.   | € 1.500     |
| 8.   | € 1.000     |
| Tot. | € 73.000    |

## Mannen beloften -23 jaar

### Eindstand
| Pos. | Renner          | Team | GIE | BOO | GAV | RUD | ZON | DIE | MER | MID | Punten |
| ---- | --------------- | ---- | --- | --- | --- | --- | --- | --- | --- | --- | ------ |
| 1    | Tom Pidcock     |      | 1   | 1   | 1   | 1   | 1   | 1   | –   |     | 48     |
| 2    | Ben Turner      |      | 3   | 3   |     | 4   |     | 2   | –   |     | 24     |
| 3    | Ryan Kamp       |      | 4   |     | 2   | 5   | 3   | –   |     |     | 22     |
| 4    | Toon Vandebosch |      |     |     |     | 3   | 2   | 4   | –   |     | 18     |
| 5    | Timo Kielich    |      | 2   |     | 4   |     |     |     | –   |     | 12     |
| 6    | Cameron Mason   |      |     | 4   | 7   |     |     | 5   | –   |     | 11     |
| 7    | Jakob Dorigoni  |      |     |     |     |     | 6   | 3   | –   |     | 9      |
| 7    | Thomas Mein     |      |     |     | 3   | 6   |     |     | –   |     | 9      |
| 9    | Yentl Bekaert   |      |     | 2   |     | 8   |     |     | –   |     | 8      |
| 9    | Pim Ronhaar     |      |     |     | 6   |     | 4   |     | –   |     | 8      |

| Pos. | Prijzengeld |
| ---- | ----------- |
| 1.   | € 4.000     |
| 2.   | € 2.000     |
| 3.   | € 1.250     |
| Tot. | € 7.250     |

## Vrouwen beloften -23 jaar

### Eindstand
| Pos. | Renster                    | Team                          | GIE | BOO | GAV | RUD | ZON | DIE | MER | MID | Punten |
| ---- | -------------------------- | ----------------------------- | --- | --- | --- | --- | --- | --- | --- | --- | ------ |
| 1    | Ceylin del Carmen Alvarado | Alpecin-Fenix                 | 1   | 1   | 1   | 1   | 1   | 1   | –   | 1   | 56     |
| 2    | Inge van der Heijden       | CCC-Liv                       | 4   | 2   | 3   | 7   | 2   | 2   | –   | 3   | 40     |
| 3    | Shirin van Anrooij         | Project Shirin 2020           | 3   |     |     | 3   | 3   | 6   | –   | 2   | 28     |
| 4    | Manon Bakker               | Experza-Footlogix             | 2   |     |     | 2   | 4   | 8   | –   | 6   | 23     |
| 4    | Anna Kay                   | Experza-Footlogix             |     |     | 2   | 4   | 5   | 7   | –   | 4   | 23     |
| 6    | Aniek van Alphen           | BNS Technics - Concrete House | 5   | 3   |     | 6   | 6   | 5   | –   |     | 20     |
| 7    | Marion Norbert-Riberolle   | Experza-Footlogix             |     |     | 4   | 5   | 7   |     | –   | 5   | 15     |
| 8    | Puck Pieterse              | ZZPR.nl-Orange Babies         | 8   |     |     | 8   |     | 3   | –   |     | 8      |
| 8    | Marthe Truyen              | Telenet-Baloise Lions         | 6   |     | 6   |     |     |     | –   | 7   | 8      |
| 10   | Anna Flyn                  |                               | 7   | 4   |     |     |     |     | –   |     | 7      |

| Pos. | Prijzengeld |
| ---- | ----------- |
| 1.   | € 4.000     |
| 2.   | € 2.000     |
| 3.   | € 1.250     |
| Tot. | € 7.250     |

## Jongens junioren

### Kalender en podia
| Datum      | Locatie                               | Cat. | Winnaar                       | Tweede                        | Derde                         | Leider in het klassement |         |
| ---------- | ------------------------------------- | ---- | ----------------------------- | ----------------------------- | ----------------------------- | ------------------------ | ------- |
| 13/10/2019 | Cyclocross Gieten, Gieten             | CJ   | Thibau Nys                    | Lennert Belmans               | Ward Huybs                    | Thibau Nys               | details |
| 19/10/2019 | Niels Albert CX, Boom                 | CJ   | Yorben Lauryssen              | Arne Baers                    | Jelle Harteel                 | Yorben Lauryssen         | details |
| 27/10/2019 | Cyclocross Asper-Gavere, Gavere       | CJ   | Thibau Nys                    | Lennert Belmans               | Yorben Lauryssen              | Yorben Lauryssen         | details |
| 03/11/2019 | Cyclocross Ruddervoorde, Ruddervoorde | CJ   | Jente Michels                 | Lennert Belmans               | Thibau Nys                    | Yorben Lauryssen         | details |
| 08/12/2019 | Cyclocross Zonhoven, Zonhoven         | CJ   | Thibau Nys                    | Lennert Belmans               | Ward Huybs                    | Thibau Nys               | details |
| 29/12/2019 | Cyclocross Diegem, Diegem             | CJ   | Thibau Nys                    | Lennert Belmans               | Emiel Verstrynge              | Thibau Nys               | details |
| 09/02/2020 | Vlaamse Aardbeiencross, Merksplas     | CJ   | Afgelast vanwege storm Ciara. | Afgelast vanwege storm Ciara. | Afgelast vanwege storm Ciara. | Thibau Nys               | details |
| 15/02/2020 | Noordzeecross, Middelkerke            | CJ   | Thibau Nys                    | Tibor del Grosso              | Lennert Belmans               | Thibau Nys               | details |

### Eindstand
| Pos. | Renner           | Team | GIE | BOO | GAV | RUD | ZON | DIE | MER | MID | Punten |
| ---- | ---------------- | ---- | --- | --- | --- | --- | --- | --- | --- | --- | ------ |
| 1    | Thibau Nys       |      | 1   |     | 1   | 3   | 1   | 1   | –   | 1   | 88     |
| 2    | Lennert Belmans  |      | 2   |     | 2   | 2   | 2   | 2   | –   | 3   | 83     |
| 3    | Ward Huybs       |      | 3   |     | 4   | 5   | 3   | 7   | –   | 5   | 69     |
| 4    | Yorben Lauryssen |      | 6   | 1   | 3   | 6   |     | 10  | –   | 7   | 63     |
| 5    | Jente Michels    |      |     |     | 5   | 1   | 4   |     | –   | 4   | 50     |
| 6    | Tibor del Grosso |      | 8   |     | 11  | 18  | 8   | 4   | –   | 2   | 47     |
| 7    | Hugo Kars        |      | 5   |     | 8   | 11  | 14  | 6   | –   | 9   | 45     |
| 8    | Arne Baers       |      | 10  | 2   |     |     | 7   | 12  | –   | 6   | 43     |
| 9    | Emiel Verstrynge |      | 7   |     |     | 4   |     | 3   | –   | 8   | 42     |
| 10   | Matyáš Kopecký   |      | 12  |     | 7   | 13  | 9   | 5   | –   | 11  | 39     |

| Pos. | Prijzengeld                                        |
| ---- | -------------------------------------------------- |
| 1.   | Ridley X-Night SL Disc-Ultegra racefiets á € 3.799 |
| 2.   | Ridley X-Night Disc Rival 1 racefiets á € 3.499    |
| 3.   | Ridley X-Night Ultegra ML racefiets á € 3.299      |
| 4.   | Ridley X-Ride Disc Rival 1 racefiets á € 2.099     |
| 5.   | Ridley X-Ride Disc 105 HDB racefiets á € 1.899     |
| 6.   | Ridley X-Ride Disc-105 HDB racefiets á € 1.899     |
| 7.   | Ridley X-Ride Canti 105 ML racefiets á € 1.499     |
| 8.   | Ridley X-Bow Disc Tiagra racefiets á € 1.099       |

## Vaste contracten
De Superprestige had voor het seizoen 2019-2020 vaste contracten getekend met verschillende renners en rensters.

### Mannen (elite en beloften)
Toon Aerts
•  Lars van der Haar
•  Laurens Sweeck
•  Michael Vanthourenhout
•  Tom Pidcock
•  Tim Merlier
•  Gianni Vermeersch
•  Eli Iserbyt (reed niet in Boom)
•  Quinten Hermans
•  Joris Nieuwenhuis
•  Corné van Kessel
•  Tom Meeusen
•  Daan Soete
•  Jens Adams
•  David van der Poel
•  Marcel Meisen
•  Jakob Dorigoni
•  Ben Tulett
•  Thijs Aerts
•  Ben Turner
•  Antoine Benoit
•  Timo Kielich
•  Toon Vandebosch
•  Ryan Kamp
•  Tomas Kopecky
•  Pim Ronhaar
•  Ryan Cortjens
•  Witse Meeussen

### Vrouwen
Sanne Cant
•  Annemarie Worst
•  Ceylin del Carmen Alvarado
•  Alice Maria Arzuffi
•  Maud Kaptheijns
•  Laura Verdonschot
•  Inge van der Heijden
•  Ellen Van Loy
•  Yara Kastelijn
•  Shirin van Anrooij
•  Marthe Truyen